# Heinrich Schroth (Politiker)
Heinrich Schroth (* 3. November 1902 in Ohligs, Kreis Solingen; † 13. September 1957 in Solingen) war ein deutscher Politiker der SPD.

## Ausbildung und Beruf
Heinrich Schroth besuchte die Volksschule und absolvierte eine Fabrikationslehre. Später war er als selbständiger Fabrikant tätig.

## Politik

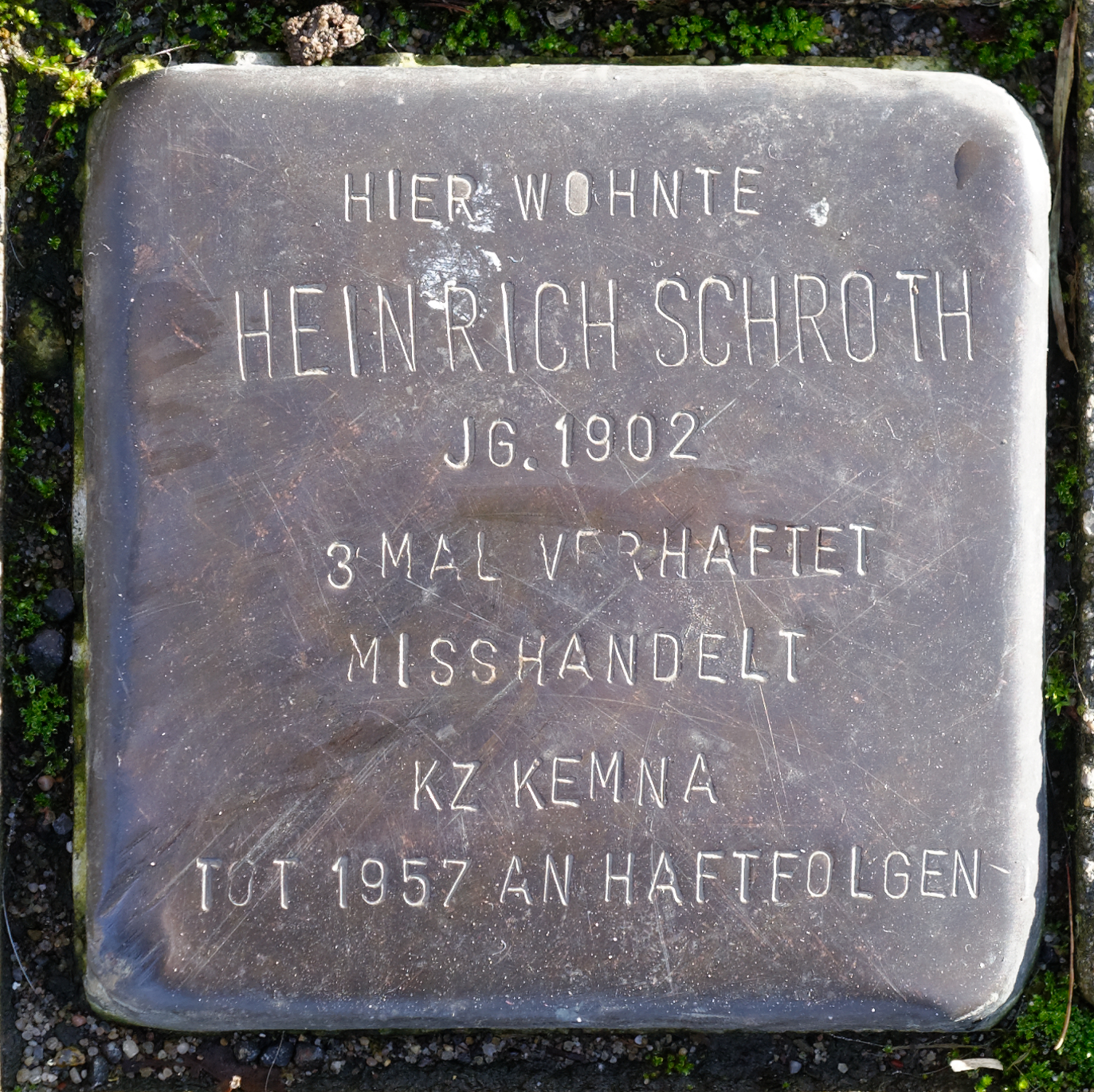
Stolperstein Heinrich Schroth Finkenstr. 5 in Solingen

Heinrich Schroth war bis 1933 Mitglied der Sozialistischen Arbeiter-Jugend und der Sozialistischen Arbeiterpartei Deutschlands. Im September 1933 wurde er zum wiederholten Male festgenommen und in das KZ Kemna eingeliefert. Dort wurde er misshandelt und erlitt schwere Gesundheitsschäden, von denen er sich nie wieder erholte. In einem „Bericht über das Konzentrationslager Kemna bei Wuppertal“ schrieb Schroth später von Schlägen mit Ruten und Karabinern, Verbrennungen mit Zigarren und anderen Foltermethoden. Er selbst habe bei Verhören mehrfach das Bewusstsein verloren. Im Mai 1934 wurde er durch den I. Strafsenat des Oberlandesgerichts Hamm wegen „Vorbereitung zum Hochverrat“ zu einem Jahr und sieben Monaten Gefängnis verurteilt. Im April 1935 wurde er aus der Haft entlassen.
Nach der Neugründung der SPD nach dem Zweiten Weltkrieg wurde Schroth 1945 deren Mitglied. Er wirkte als Kreisvorsitzender der SPD und war ab 1945 Ratsmitglied der Stadt Solingen. Sein besonderes Interesse galt der Bildungspolitik. Als Mitglied des Schulausschusses erwarb er sich beim Wieder- und Neuaufbau der Schulen große Verdienste. Darüber hinaus war er vom 13. Juli 1954 bis zu seinem Tode am 13. September 1957 direkt gewähltes Mitglied des 3. Landtages von Nordrhein-Westfalen für den Wahlkreis 051 Solingen-Altstadt-Höhscheid. Er gehörte unter anderem dem Rechnungsprüfungsausschuss an, dessen Vorsitz er 1956 übernahm. 
Im August 1953 wurden Schroth und ein Gelsenkirchener SPD-Politiker im Bundestagswahlkampf von Bundeskanzler Konrad Adenauer bezichtigt, von der SED 10.000 Mark angenommen zu haben. Schroth schaltete die Bonner Staatsanwaltschaft ein. Vor Gericht weigerte sich Adenauer zwar, seine Informanten preiszugeben, nahm jedoch später seine Vorwürfe zurück. Schroth wurde trotz dieser Bezichtigung später in den Landtag gewählt. 
Am 13. September 1957 starb Heinrich Schroth im Alter von nur 54 Jahren. Unter großer öffentlicher Teilnahme wurde er auf dem Stadtfriedhof in Gräfrath beigesetzt. Die Trauerreden hielten Oberbürgermeister Karl Haberland und Landtagspräsident Josef Gockeln.
Vor seinem Wohnhaus in der Finkenstraße 5 in Solingen wurde ein Stolperstein verlegt.